# Sarah Haider
Sarah Haider, född 27 mars 1991 i Karachi, är en pakistansk-amerikansk skribent, föreläsare och politisk aktivist. Hon är bland annat känd för att ha grundat organisationen Ex-Muslims of North America, som försöker normalisera religiös pluralism och hjälpa före detta muslimer att lämna sin tidigare miljö.

## Biografi

### Uppväxt
Haider föddes i Karachi i en praktiserande shiafamilj. Hennes familj flyttade till USA när hon var sju år gammal och hon växte sedan upp i Houston i Texas. Som barn var hon en troende muslim. I en intervju från 2017 sa hon att hon klädde sig diskret, och under en kort period gick hon klädd i hijab.
Vid 16 års ålder blev Haider ateist. Hon tror att hon var tursam nog att ha en relativt liberal far som inte lät henne bära kortbyxor eller ha pojkvänner men trots detta tillät henne att läsa vilka böcker hon ville – inklusive de som var kritiska mot islam. Han tillät henne även att flytta hemifrån för att kunna studera på college. Haiders resa till ifrågasätta religionen började när ateistiska vänner till henne på high school började debattera med henne. Det ledde till att hon började studera Koranen på allvar för att förstå sammanhanget till ifrågasatta texter. Detta ledde till att hon långsamt själv börja utveckla ett ateistiskt tänkande.
Sedan denna tid har även hennes far blivit ateist. Haider beskrev 2016 resan till ateism som en lång serie av debatter över en tioårsperiod. Det var dock först när hennes far upptäckte Facebook-grupper med andra pakistanska ateister i hans ålder, som han kände sig bekväm med att lämna islam.

### Aktivism
Efter avslutningen av college flyttade Haider till Washington och engagerade sig i olika ideella och aktivistiska grupperingar. Detta inspirerade henne senare till att lansera sin egen idella organisation. 2017 bodde hon i Washington.
År 2013 grundade Haider, tillsammans med Muhammad Syed, Ex-Muslims of North America, vars syfte bland annat är att skapa gemenskaper bland dem som lämnat islam. Från början fanns organisationen endast i Washington, D.C. och Toronto, men senare har den spritt sig till fler än 25 orter i USA och Kanada.

### Andra aktiviteter
Haider har på senare år vidgat sitt skrivande och sin aktivism även till andra samhällsfrågor. Hon har ifrågasatt begränsningar av mänskliga friheter i den nutida kulturen och kritiserat den polariserande utvecklingen av metoo-rörelsens aktivism. 2022 startade hon och Meghan Daum podden A Special Place in Hell, vars titel är hämtad från ett uttalande av Madeleine Albright (om platsen för kvinnor som inte stöttar varandra). I podden debatteras kulturfrågor kring kvinnligt och manligt, moderna kulturkrig och aktuella samhällsfrågor. 
13 september 2023 deltog Haider i debatten Has the Sexual Revolution Failed?, arrangerad av Bari Weiss och hennes The Free Press. I debatten, som ställde frågan om den sexuella revolutionen var ett misslyckande, deltog även Grimes, Anna Khachiyan och Louise Perry.